# Androsace pyrenaica
Androsace pyrenaica är en viveväxtart som beskrevs av Jean-Baptiste de Lamarck. Androsace pyrenaica ingår i släktet grusvivor, och familjen viveväxter. Inga underarter finns listade i Catalogue of Life.

## Bildgalleri

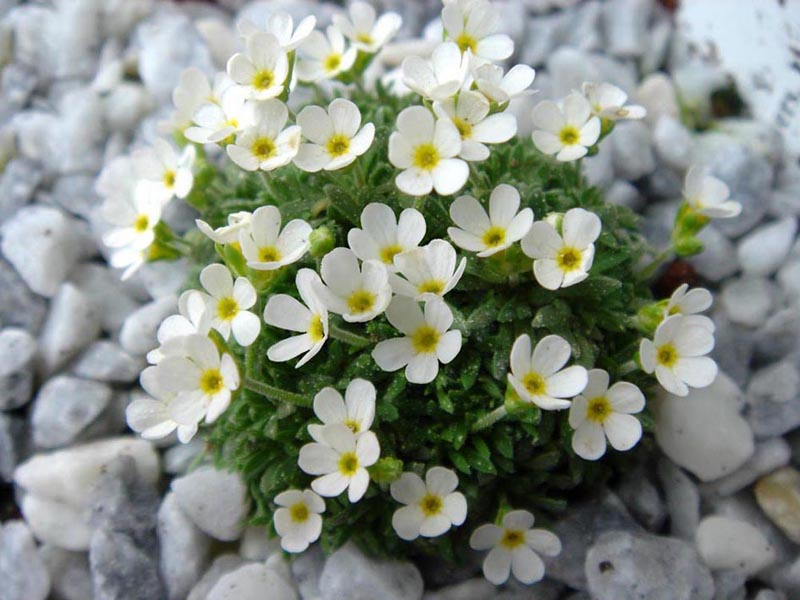